# يورام ليندنشتراوس
يورام ليندنشتراوس Joram Lindenstrauss (بالعبرية: יורם לינדנשטראוס‏) (28 أكتوبر 1936 – 29 أبريل 2012) كان عالم رياضيات إسرائيلي اشتهر بعمله في مجال التحليل الدالي. وكان أستاذاً للرياضيات في معهد أينشتاين للرياضيات. 
حصل على جائزة إسرائيل في الرياضيات في عام 1981. 

## حياته
ولد يورام ليندنشتراوس في تل أبيب. وكان الابن الوحيد لزوجين من المحامين هاجرا إلى إسرائيل من برلين. وبدأ دراسة الرياضيات في الجامعة العبرية في القدس عام 1954 أثناء خدمته في الجيش. وأصبح طالبًا متفرغًا في عام 1956 وحصل على درجة الماجستير في عام 1959. وفي عام 1962 حصل على درجة الدكتوراه من الجامعة العبرية. ثم عمل كباحث في جامعة ييل وجامعة واشنطن في سياتل من عام 1962 إلى عام 1965. وتم تعيينه محاضرًا في الجامعة العبرية عام 1965، وأستاذًا مشاركًا عام 1967 وأستاذًا متفرغًا عام 1969. وتقاعد في عام 2005.
كان ليندنشتراوس متزوجًا من عالمة الكمبيوتر النظرية نعومي ليندنشتراوس. واثنان من أبنائهما كانا: آيليت ليندنشتراوس والحاصلة على ميدالية فيلدز، والآخر إيلون ليندنشتراوس، وكانا أيضًا عالمان في الرياضيات ( والأربعة بذلك يقدموا مثالًا نادرًا للأب والأم والابن والابنة الذين لديهم أوراقًا مدرجة في المراجعات الرياضية).

## أبحاثه
عمل ليندنشتراوس في مجالات مختلفة أبرزها التحليل الدالي والهندسة،  وخاصة نظرية فضاء باناخ، والتحدب المحدود واللانهائي الأبعاد، والتحليل الدالي الهندسي غير الخطي ونظرية القياس الهندسي. وقام بتأليف أكثر من 100 بحث بالإضافة إلى العديد من الكتب في نظرية فضاء باناخ.
ومن بين نتائجه النظرية التي عرفت باسم نظرية جونسون - ليندنشتراوس التي تتعلق بدمج نقاط منخفضة التشوه من الفضاء الإقليدي عالي الأبعاد إلى الفضاء الإقليدي منخفض الأبعاد. وتنص إحدى نظرياته الأخرى على أنه في فضاء باناخ مع خاصية الرادون - نيكوديم، فإن المجموعة المغلقة والمحدودة لها نقطة متطرفة؛ ليست هناك حاجة للفضاء المتراص. 

## جوائز
في عام 1981 حصل ليندنشتراوس على جائزة إسرائيل في الرياضيات.  في عام 1997 كان ليندنشتراوس أول عالم رياضيات من خارج بولندا يحصل على ميدالية ستيفن باناخ من الأكاديمية البولندية للعلوم. 